# Misogi

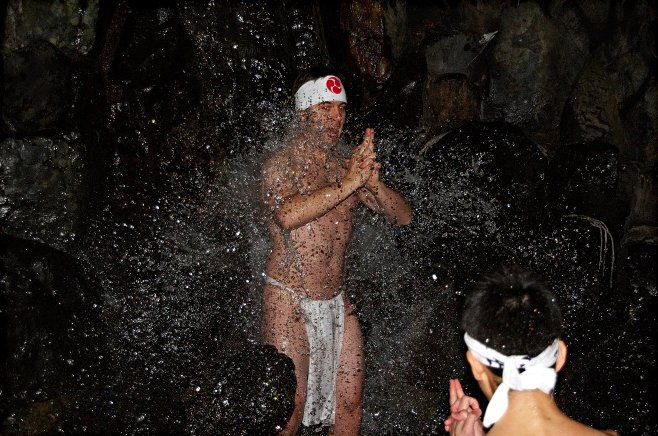
Misogi notturno sotto una cascata del santuario Tsubaki nella prefettura di Mie, in Giappone

Il misogi (禊?) è un'antica pratica di abluzione dello Shintoismo che i fedeli effettuano lavando completamente il proprio corpo al fine di purificarsi da peccati, malasorte e contaminazioni (罪?, tsumi) di cui il corpo è stato oggetto.
Per le sue caratteristiche è paragonabile alla cerimonia della lustratio che veniva eseguita nella Grecia antica.
Oltre che per la purificazione corporea, può essere utilizzato per essere posseduti da uno spirito, invocandolo durante l'abluzione. Formando misogi e harae una sequenza concatenata di atti e idee, sono spesso riferiti come misogiharae, e pertanto a volte i due vocaboli vengono usati come sinonimi, sebbene in origine rappresentassero pratiche distinte.

## Mitologia giapponese
Secondo la Cronaca degli antichi eventi (古事記?, Kojiki), tale rituale venne eseguito per la prima volta dal mitologico Kami (神?) della creazione Izanagi (イザナギ?), che si immerse nel mare per purificarsi dalle scorie della morte dopo il suo ritorno dall'oltretomba (黄泉?, Yomi).

## Modalità di esecuzione
Viene eseguito preferibilmente prima di una cerimonia o durante una visita al santuario shintoista (神社?, jinja) e, tra i vari modi di bagnarsi, vi è quello di mettersi sotto le acque di determinate cascate, alcune delle quali fanno parte del parco del santuario. Altro luogo dove viene effettuato è sul fiume, in tal caso prende il nome misogi-gawa (禊川?). Prima di accedere alla cerimonia del misogi, il fedele deve compiere alcuni rituali che gli permettano di liberare la mente da condizionamenti esterni e di concentrarsi esclusivamente sull'abluzione.
La cerimonia ha generalmente luogo sotto l'acqua fredda, prima dell'alba, e il particolare abbigliamento da indossare prevede un kimono bianco con una fascia in vita (帯, おび?, obi) per le donne, ed un perizoma con una fascia verticale anteriore, detto fundoshi (褌?), per gli uomini, che hanno anche una bandana legata in fronte.

## Interazione con altri rituali
La purezza viene ritenuta una caratteristica indispensabile per il contatto con il divino e per questo motivo le cerimonie di purificazione assumono un ruolo centrale nella liturgia scintoista. A tale scopo i fedeli sono tenuti a praticare anche altri rituali sacri, fra i quali la meditazione, il digiuno ed esercizi di respirazione. Il misogi è spesso associato a queste forme di purificazione dette harae (祓?), e spesso con il termine "misogiharae" ci si riferisce all'insieme delle purificazioni, ma originariamente i due termini si riferiscono a rituali tra loro distinti.
Tra i vari gruppi e sette che praticano questa cerimonia, di particolare interesse è la setta Misogi-kyo, composta da circa 100.000 adepti, che associa il misogi ad altre pratiche mirate ad ottenere la lucidità della mente mediante l'osservanza della sincerità e rettitudine secondo gli insegnamenti shinto associati a quelli del confucianesimo. Fra tali pratiche vi sono esercizi respiratori associati alla recitazione intensiva di particolari mantra, la sobrietà nell'alimentazione, nell'abbigliamento e nel pensiero, la ricerca dell'armonia nell'ambito matrimoniale e la periodica astensione dal dormire.
Per salvaguardare la purezza anche i santuari shinto vengono mantenuti perennemente in uno stato di totale pulizia ed ordine, tradizione a cui è legata l'usanza di ricostruire ex novo i santuari ad intervalli prestabiliti di tempo. Il sale rappresenta un elemento primario nei riti di purificazione, ed è una presenza stabile tra le offerte che vengono portate agli altari.